# 所羅門拉皮茲鎮區 (堪薩斯州米切爾縣)
所羅門拉皮茲鎮區（英語：Solomon Rapids Township）為美國堪薩斯州米切爾縣轄下的鎮區。2010年美国人口普查中該鎮區人口有65人。

## 地理
所羅門拉皮茲鎮區涵蓋總面積為91.83平方（35.46平方英里），其中91.77平方（35.43平方英里）為陸地，0.05平方（0.019平方英里）或0.06%為水域。海拔高度455（1,493英尺）。

## 人口統計
根據2010年美國人口普查，所羅門拉皮茲鎮區人口有65人，住房31戶，人口密度為0.71人/每平方公里。此鎮區居民之種族中，白人有64人，非裔美國人有0人，美洲原住民有0人，亞裔美國人有1人，太平洋島裔美國人有0人，其他種族有0人，混血種族則有0人。此外此鎮區有0人為西班牙裔或拉丁裔美國人。

## 交通

### 主要公路
- 24號美國國道